# ريغان غريفيثز
ريغان غريفيثز (بالإنجليزية: Regan Griffiths) هو لاعب كرة قدم بريطاني في مركز الوسط، ولد في 1 مايو 2000 في ليفربول في المملكة المتحدة. لعب مع نادي كرو ألكساندرا.